# Rictaxis painei
Rictaxis painei är en snäckart som först beskrevs av Dall 1903.  Rictaxis painei ingår i släktet Rictaxis och familjen Acteonidae. Inga underarter finns listade i Catalogue of Life.